# Le donne alle Tesmoforie
Le donne alle Tesmoforie (in greco antico: Θεσμοφοριάζουσαι?, Thesmophoriázūsai) è una commedia di Aristofane, andata in scena per la prima volta ad Atene alle Grandi Dionisie del 411 a.C. Il titolo dell'opera è stato tradotto in vari modi nelle edizioni italiane; altri titoli utilizzati sono: La festa delle donne, Le donne alla festa di Demetra, Tesmoforiazuse, Tesmoforianti. La prima edizione in lingua italiana dell'opera (Venezia, 1545) recava il titolo Le cereali.
La scena è ambientata ad Atene, durante il secondo giorno delle Tesmoforie, una festa riservata alle donne e dedicata alle dee Demetra e Persefone. Accanto a personaggi di fantasia, nell'opera appaiono anche due figure molto conosciute nella Atene di quei tempi: i tragediografi Euripide ed Agatone.

## Trama
Euripide, temendo che le donne, riunite in occasione della festa, stiano tramando una vendetta contro di lui, colpevole di averle messe in cattiva luce nelle sue tragedie, pensa di correre ai ripari. Chiederà al poeta Agatone di prendere le sue difese presenziando, travestito da donna, all'assemblea delle Tesmoforie. Insieme a un parente, Mnesiloco, si reca allora presso l'abitazione di Agatone, che li accoglie in vesti femminili declamando propri versi e causando l'ironia salace del parente. I due tentano di convincere l'effeminato poeta ma Agatone, temendo di essere smascherato e condannato, rifiuta l'incarico.
Giunge in soccorso la disponibilità di Mnesiloco che, convinto a prestarsi alla finzione, viene per questo motivo maldestramente depilato da Euripide. Lisciato come una donna (Euripide non tralascia nemmeno di bruciargli i peli dalle natiche), vestito con abiti femminili prestati da Agatone, prenderà parte alla vivace assemblea delle donne.
Di fronte alle accuse del consesso muliebre e all'ipotesi, ventilata, di un'eliminazione fisica di Euripide, Mnesiloco si lancia nella difesa del poeta, sostenendo che i suoi strali erano intesi a colpire le sole eroine del mito senza voler affatto stigmatizzare il comportamento delle loro omologhe moderne, che peraltro, si lascia sfuggire l'incauto e improvvisato difensore, non è certo da considerarsi impeccabile. Quest'ultima argomentazione, esemplificata con racconti di infedeltà e scaltrezza femminile, si rivela però dirompente e fa degenerare l'assemblea in una rissa. Sarà poi l'intervento delatorio dell'effeminato Clistene a portare allo smascheramento del maldestro difensore.
A questo punto Mnesiloco, messo alle strette, sottrae una bambina alle mani di una donna pensando di farne ostaggio per sfuggire alla cattura, ma quella che sembrava una bimba si rivela essere una brocca di vino, avvolta in fasce puerili allo scopo essere occultamente introdotta nell'assemblea. Per salvarsi dalla folla inferocita, Mnesiloco decide di berne il contenuto, fingendo di aver voluto solo inscenare un sacrificio rituale, un espediente che genera ulteriore disgusto e che non vale a salvare l'impostore dalla cattura. Arriva allora Euripide che, impegnatosi ad intervenire alla bisogna, tenta di salvare il parente. Travestito da Menelao (ennesimo colpo di scena), sostiene che Mnesiloco sarebbe nientemeno che la bella Elena, da lui rintracciata in Egitto, vittima incolpevole di Teoclimeno.
Fallito il primo tentativo, Euripide ci riprova nei panni di Perseo, con Mnesiloco che tiene botta calandosi prontamente nel ruolo di Andromeda. Tuttavia l'arrivo di un pritano, precedentemente sollecitato da Clistene, mette fine alle improvvisazioni della strana coppia. Mnesiloco finisce incatenato, proprio come l'eroina da lui interpretata; Euripide però riesce, come un novello Perseo, nell'intento di liberare Mnesiloco/Andromeda. Sarà però costretto, suo malgrado, a promettere alle donne di mettere da parte la propria misoginia, risparmiando loro ogni futuro strale e al contempo tacendo ai mariti, di ritorno dalla guerra, sui fatti di sua conoscenza che le riguardano.
Vi è ora un ultimo ostacolo: eludere il barbaro arciere trace a cui il pritano aveva affidato la custodia dell'impostore incatenato. Euripide, nelle vesti di una vecchia mezzana, conduce con sé una prostituta che, distraendo il guardiano dalla sorveglianza, copre la fuga dei due maldestri complici. In scena rimane soltanto l'arciere trace, sconsolata vittima dell'inganno.

## Commento

### Una trama parodistica
L'opera, come anche la Lisistrata e Le donne al parlamento, si inserisce nel solco delle commedie di Aristofane che hanno per protagoniste le donne. A differenza delle altre due opere, però, Le donne alle Tesmoforie sviluppa una trama basata sulla parodia letteraria, in cui una serie di scene parodiano (o semplicemente citano) numerose tragedie di Euripide, in particolare l'Elena e le perdute Andromeda e Telefo. Tali parodie, messe in fila, danno vita ad un esempio di commedia degli equivoci.
Euripide ed Agatone, col loro intellettualismo, sono qui i bersagli principali degli strali del commediografo, che non sopportava la loro pretesa di innovare la tragedia classica. Euripide è peraltro un bersaglio consueto per Aristofane, che lo prende di mira anche negli Acarnesi e nelle Rane. Si tratta però di un atteggiamento ambiguo, in quanto Aristofane certamente critica il grande poeta, ma al tempo stesso non può non riconoscerne la grandezza, rivelando così un rapporto di amore-odio.